# National Basketball Association 1958-1959
La stagione della National Basketball Association 1958-1959 fu la 13ª edizione del campionato NBA. La stagione si concluse con la vittoria dei Boston Celtics, che sconfissero i Minneapolis Lakers per 4-0 nelle finali NBA.

## Squadre partecipanti
- Boston Celtics
- Cincinnati Royals
- Detroit Pistons
- Minneapolis Lakers

- N.Y. Knicks
- Philad. Warriors
- St. Louis Hawks
- Syracuse Nationals

## Classifica finale

### Eastern Division
| Squadra               | V  | P  | %    | GB |
| --------------------- | -- | -- | ---- | -- |
| Boston Celtics C      | 52 | 20 | 72,2 | -  |
| New York Knicks       | 40 | 32 | 55,6 | 12 |
| Syracuse Nationals    | 35 | 37 | 48,6 | 17 |
| Philadelphia Warriors | 32 | 40 | 44,4 | 20 |

### Western Division
| Squadra            | V  | P  | %    | GB |
| ------------------ | -- | -- | ---- | -- |
| St. Louis Hawks    | 49 | 23 | 68,1 | -  |
| Minneapolis Lakers | 33 | 39 | 45,8 | 16 |
| Detroit Pistons    | 28 | 44 | 38,9 | 21 |
| Cincinnati Royals  | 19 | 53 | 26,4 | 30 |

## Vincitore
| Campione NBA 1958-1959     |
| -------------------------- |
| Boston Celtics (2º titolo) |

## Statistiche
| Categoria | Giocatore    | Squadra         | Stat  |
| --------- | ------------ | --------------- | ----- |
| Punti     | Bob Pettit   | St. Louis Hawks | 2.105 |
| Rimbalzi  | Bill Russell | Boston Celtics  | 1.612 |
| Assist    | Bob Cousy    | Boston Celtics  | 557   |
| FG%       | Ken Sears    | New York Knicks | 49,0  |
| FT%       | Bill Sharman | Boston Celtics  | 93,2  |

## Premi NBA
- NBA Most Valuable Player Award: Bob Pettit, St. Louis Hawks
- NBA Rookie of the Year Award: Elgin Baylor, Minneapolis Lakers
- All-NBA First Team:
  - Bob Pettit, St. Louis Hawks
  - Elgin Baylor, Minneapolis Lakers
  - Bill Russell, Boston Celtics
  - Bob Cousy, Boston Celtics
  - Bill Sharman, Boston Celtics
- All-NBA Second Team:
  - Paul Arizin, Philadelphia Warriors
  - Cliff Hagan, St. Louis Hawks
  - Dolph Schayes, Syracuse Nationals
  - Slater Martin, St. Louis Hawks
  - Richie Guerin, New York Knicks